# 개산초등학교
개산초등학교는 대한민국 경기도 안성시에 있는 공립 초등학교이다.

## 학교 연혁
- 1947. 12. 03	금광초등학교 개산분교장 설치인가

- 1948. 06. 08	금광초등학교 개산분교 개교(단식 2학급 편성)

- 1953. 07. 23	개산초등학교로 승격 인가

- 1954. 03. 19	제 1 회 졸업식

- 1975. 06. 16	본관건물 개축

- 1983. 03. 13	개산초등학교병설유치원 개원

- 1997. 07. 07	학교급식 개시

- 2009. 03. 01	영어주제체험학습장 운영

- 2011. 09. 01	경기도교육청지정 혁신학교 지정

- 2019. 09. 01	경기도교육청지정 혁신학교 재지정

- 2022. 03. 01	제 22 대 정찬조 교장선생님 취임

- 2023. 03. 01	초등 6학급, 특수 1학급, 병설유치원 1학급 편성

- 2023. 07. 14	IB 후보학교로 승인
- 2024. 11. 22	IB 월드스쿨로 인증